# 에버플래닛
《에버플래닛》은 엔클립스에서 개발하고, 넥슨이 서비스하는 MMORPG 온라인 게임이다.

## 연혁
- 2009년 1월 12일 : 1차 비공개 시범 테스트(CBT)
- 2009년 5월 5일  : 2차 비공개 시범 테스트(CBT)
- 2010년 1월 : 일본 에버플래닛 출시
- 2010년 1월 14일 : 오픈 베타 서비스(OBT) 시작
- 2010년 5월 27일 : 한국 에버플래닛 출시
- 2012년 7월 26일 : 태국 에버플래닛 출시
- 2012년 7월 26일 : 매그넘 뱀파이어 캐릭터 출시
- 2013년 1월 10일 : 번개지기 나린 캐릭터 출시
- 2013년 9월 26일 : 장미기사 아론 캐릭터 출시
- 2014년 1월 24일 : 폭탄소녀 타니 캐릭터 출시
- 2014년 7월 25일 : 업데이트 종료
- 2014년 12월 25일 : 이벤트 종료
- 2016년 12월 7일(오후 06:41) : 서비스 종료 안내
- 2017년 1월 8일 : 넥슨캐시 이용 상점 종료
- 2017년 1월 14일 : 에버플래닛 서비스 종료